# نيك بيكرينغ
نيك بيكرينغ (بالإنجليزية: Nick Pickering)‏ (4 أغسطس 1963 في المملكة المتحدة - ) هو لاعب كرة قدم بريطاني في مركز الوسط. شارك مع منتخب إنجلترا تحت 21 سنة لكرة القدم ومنتخب إنجلترا لكرة القدم. أما مع النوادي، فقد لعب مع ديربي كاونتي وكوفنتري سيتي ونادي بيرنلي ونادي سندرلاند ودارلينجتون إف سى.

## مسيرته الكروية
لعب نيك بيكرينغ خلال مسيرته الاحترافية مع 5 أندية في خمسة عشر موسمًا وسجل خلالها 37 هدفًا ضمن 363 مباراة. حيث فاز في موسم واحد بالكأس ولم يفز بأي دوري.
خاض نيك بيكرينغ مسيرته مع نادي سندرلاند في موسم 1981–82 ليلعب معه خمسة مواسم، مشاركًا في 179 مباراة سجل خلالها 18 هدفًا. ثم انتقل إلى نادي كوفنتري سيتي في موسم 1985–86 واستمر معه طيلة ثلاثة مواسم، حيث شارك في 78 مباراة سجل خلالها 9 أهداف. لينتقل بعدها إلى نادي ديربي كاونتي في موسم 1988–89 ليلعب معه أربعة مواسم، مشاركًا في 45 مباراة سجل خلالها 3 أهداف. ثم انتقل إلى نادي دارلينجتون إف سى في موسم 1991–92 ولمدة موسمين، مشاركًا في 57 مباراة سجل خلالها 7 أهداف. هذا وانتقل لاحقًا إلى نادي بيرنلي في موسم 1992–93 لمدة موسم واحد، مشاركًا في 4 مباريات ولم يسجل أي هدف.

## وصلات خارجية
- نيك بيكرينغ على موقع قاعدة بيانات كرة القدم.إي يو (الإنجليزية)
- نيك بيكرينغ على موقع ناشيونال فوتبول تيمز (الإنجليزية)